# Gerhard Klausberger
Gerhard Klausberger (* 16. Juni 1950 in Weyer im Ennstal, Oberösterreich) ist ein österreichischer Politiker der SPÖ, ehemaliger HAK-Direktor und Literaturförderer.

## Ausbildung
Gerhard Klausberger war das jüngste von sieben Kindern einer Eisenbahnerfamilie und wuchs in Küpfern auf. 
Nach dem Besuch der Volksschule besuchte er die Hauptschule in Großraming und wechselte schließlich an das Oberstufengymnasium. Nach der im Jahr 1968 am BRG bestandenen Matura studierte Klausberger Germanistik und Anglistik an der Universität Salzburg, die Sponsion erfolgte 1975.

## Beruflicher Werdegang
Von 1973 bis 1990 war er als Vertragslehrer an der Handelsakademie und Handelsschule in Steyr tätig, von 1975 bis 1976 erfolgte die Einführung in das praktische Lehramt, 1977 wurde Klausberger pragmatisiert. Schließlich war er 1988 bis 1989 in der Lehrerbildung tätig.
Er war auch Gründer und Vorsitzender des Vereins junge steyr, welcher erstmals 1980 einen Literaturpreis vergab .
In den Jahren 1985 bis 1990 war er Mitglied des Gemeinderates der Stadt Steyr, Bezirksbildungsvorsitzender der SPÖ, Mitglied des Bezirksparteivorstandes der SPÖ Steyr, Mitglied der Landesparteikontrolle der SPÖ Oberösterreich, von 25. Jänner bis 4. November 1990 war er Abgeordneter zum Nationalrat und ab 1990 bis 1995 Landesrat von Oberösterreich.
Anstatt den Posten des 2. Landtagspräsidenten zu übernehmen kehrte er als Professor an die Handelsakademie und - schule nach Steyr zurück, wo er im Jahr 1997 mit 800 Vorzugsstimmen erneut in den Steyrer Gemeinderat gewählt wurde.
Der BHAK/BHAS Steyr stand er ab 2004  als Direktor vor.

## Privates
Gerhard Klausberger ist seit 1973 mit einer Richterin verheiratet und hat mit dieser zwei erwachsene Söhne.